# Urbano Nono
Urbano Nono (Venezia, 5 gennaio 1849 – Longarone, 5 novembre 1925) è stato uno scultore italiano.

## Biografia
Figlio di Francesco Luigi, bergamasco, e di Rosa Della Savia, udinese, e fratello maggiore del pittore Luigi.
Dopo gli studi tecnici compiuti a Treviso lavorò nello studio di un ingegnere.
Nel 1883, a 35 anni, pur non averndo frequentato l'Accademia, realizzò un busto del padre, incoraggiato dall'amico scultore Enrico Chiaradia.
Nel 1884 Giovanna Barnaba Pegolo gli commissionò il monumento funebre per la figlia Elvira nel cimitero di Sacile.
Nel 1885 presentò A rimbalzello, una statua di gesso di un ragazzo che lancia un ciottolo sulla superficie dell'acqua (il rimbalzello), che si aggiudicò il premio Principe Umberto.
Nel 1887 partecipò all'Esposizione nazionale artistica di Venezia con 4 sculture: A rimbalzello, Belisario (medaglia d'oro), Latro, e Cristo tentato.
Nel 1888 partecipò all'Esposizione di Belle Arti di Bologna, dove presentò Il torrente, e all'esposizione artistica internazionale di Monaco di Baviera, dove ripropose Belisario, vincendo la medaglia d'oro.
Ancora nel 1888 venne inaugurato il busto bronzeo di Giacomo Favretto nel cortile dell'Accademia di belle arti di Venezia.
Nel 1889 ripresentò all'Esposizione universale di Parigi Latro, premiato con la medaglia d'argento.
Un comitato fiorentino gli commissionò la realizzazione di un monumento dedicato a Daniele Manin, che venne inaugurato a Firenze il 9 febbraio 1890 nell'omonima piazza, poi rinominata piazza Ognissanti.
Nel 1894 realizzò il monumento funebre in marmo e bronzo dedicato a Carlo Padoan nel cimitero di San Michele in Isola a Venezia.
Realizzò la statua della Gloria che sormontava l'apice del fastigio del nuovo Palazzo delle Esposizioni destinato a ospitare l'Esposizione internazionale d'arte di Venezia.
Nel 1895 partecipò alla 1ª Esposizione Internazionale d'Arte della Città di Venezia con due opere: Il turbine, acquistato dal Ministero della pubblica istruzione, e Alla berlina.
Partecipò anche alle Biennali del 1897 (Respha e Filo a piombo, acquistato dal conte Filippo Grimani), del 1899, del 1901, del 1903 (anche componente del Comitato Ordinatore), del 1905, del 1907, del 1909 e del 1910.
Il 13 febbraio 1900 avvenne lo scoprimento della lapide monumentale dedicata a Giacinto Gallina, nel terzo anniversario della morte, nel cimitero di San Michele in Isola a Venezia, mentre nel febbraio 1898 veniva presentato il busto di Giacinto Gallina nell'atrio del teatro Filodrammatico di Trieste.
Ancora nel 1900 realizzò Cristo e figura femminile dolente per la famiglia De Parisi nel cimitero monumentale di Sant'Anna a Trieste.
Il 4 luglio 1909 venne inaugurato il colossale monumento a Pietro Fortunato Calvi, uno dei Martiri di Belfiore, a Pieve di Cadore, distrutto dagli austriaci nel 1918.
Il 10 settembre 1911 venne inaugurato a Longarone il busto del patriota Jacopo Tasso; travolto dal disastro del Vajont, del busto furono recuperati il basamento e la testa, poi restaurato dallo scultore Gianni Pezzei e ricollocato il 20 maggio 2000.
Realizzò anche la statua di Gesù Nazareno al centro della cappella della duchessa Giulia Melzi d'Eril Branca (1842–1913), progettata nel 1913-14 dall'architetto Luigi Broggi al cimitero Monumentale di Milano.
Realizzò (tra il 1916 e il 1920) una copia in marmo del leone alato, simbolo di Venezia, posto all'esterno di Palazzo Venezia a Roma nell'angolo sinistro su via del Plebiscito.
Nel 1919 venne inaugurato il busto commemorativo in bronzo del fratello Luigi per il Cortile interno dell'Accademia di belle arti di Venezia.
La sua ultima opera fu l'Allegoria della Vittoria per il monumento ai caduti inaugurato a Sacile il 9 dicembre 1928.
Omaggi postumi furono:
- presenza alla 15ª Esposizione Internazionale d'Arte della Città di Venezia (1926) di tre sculture in gesso (Gesù, Giotto, A rimbalzello);[12]
- presenza alla Mostra dei quarant'anni della Biennale (1935) della scultura Filo a piombo, prestata dalla Galleria d'arte moderna di Venezia.[27]

### Vita privata
Nel 1886 sposò Ginevra Charmet, cognata di Riccardo Selvatico, sindaco di Venezia dal 1890 al 1895 e ideatore della Biennale di Venezia.

## Opere

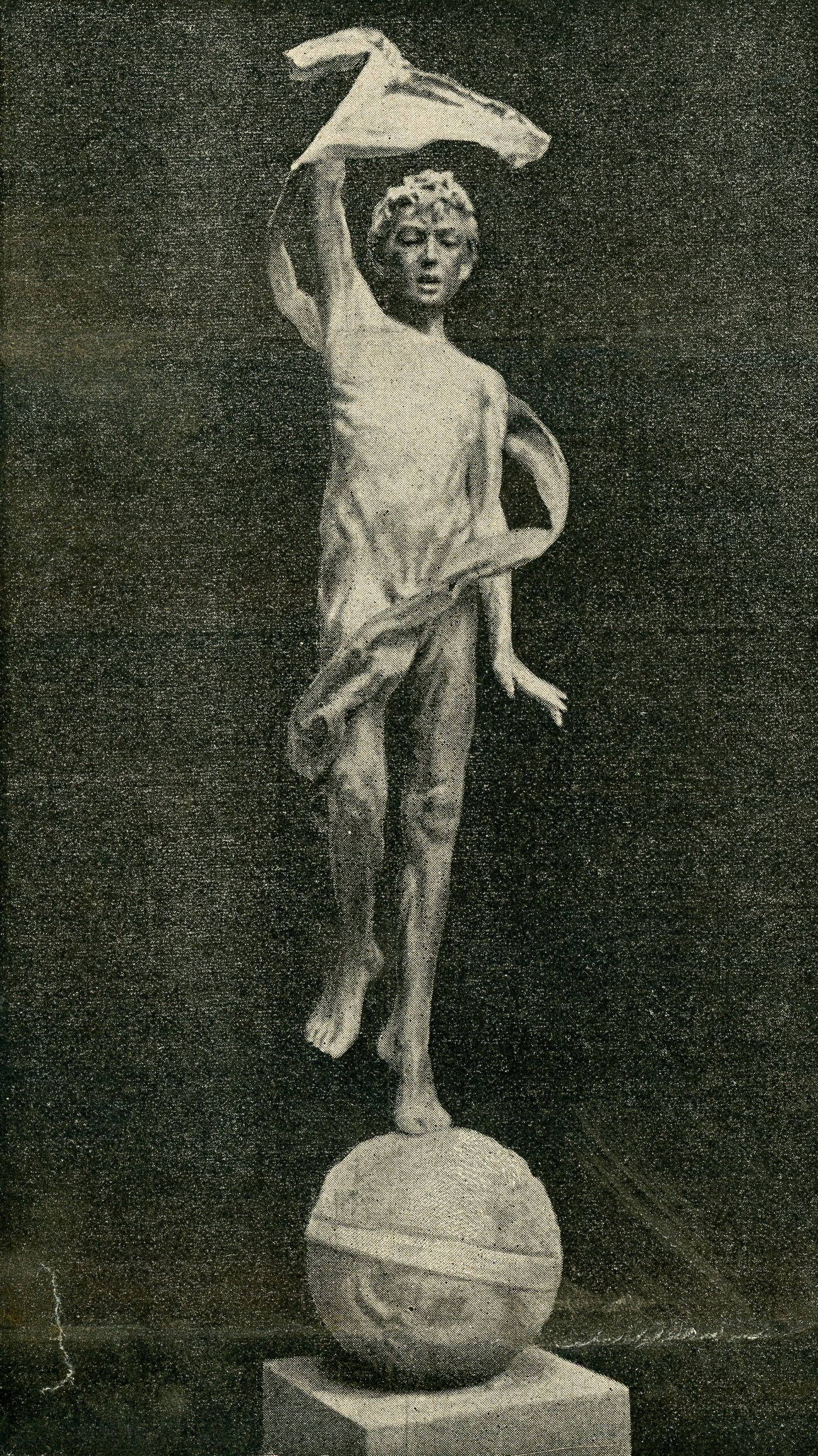
Il turbine, L'illustrazione popolare (1895)

- monumento funebre di Elvira Pegolo, cimitero di Sacile (1884)
- A rimbalzello (1885)
- Belisario, gesso dipinto, Museo Revoltella di Trieste (1887)
- Latro (1887)
- Cristo tentato (1887)
- Il torrente (1888)
- busto di Giacomo Favretto (1888)
- monumento a Daniele Manin, piazzale Galilei a Firenze (1890)
- monumento a Carlo Padoan, cimitero di San Michele in Isola a Venezia (1894)
- Gloria per il Palazzo delle Esposizioni di Venezia (1895)
- Il turbine, Galleria d'arte moderna di Roma (1895)
- Alla berlina (1895)
- Allegoria (1896)
- Respha (1897)
- Filo a piombo (1897)
- busto di Giacinto Gallina, Civico museo teatrale Carlo Schmidl di Trieste (1898)
- Dal torrente (1899)
- Il moscone (1899)
- lapide di Giacinto Gallina, cimitero di San Michele in Isola a Venezia (1900)
- Cristo e figura femminile dolente, cimitero monumentale di Sant'Anna a Trieste (1900)
- Decaduti (1901)
- Al nuoto (1902)
- Lotta (1903)
- Tatuaggio (1903)
- busto di Bendetto Brin, Acciaierie di Terni (1903)
- busto di Luigi Pastro (1903)
- Cristo dolente per la tomba Branca, cimitero di Pallanza (1904)
- Ex marmore excusa vita (1905)
- Sull'abisso (1906)
- Iris (1907)
- A Pompei (1907)
- David (1909)
- Discobolo (1909)
- monumento a Pietro Fortunato Calvi, distrutto (1909)
- Oceanide (1910)
- busto di Jacopo Tasso, Longarone (1911)
- statua di Gesù Nazareno, cimitero Monumentale di Milano (1913-14)
- leone alato, Palazzo Venezia (1916?-1920?)
- busto di Luigi Nono (1919)
- Allegoria della Vitoria, Sacile (1922-1925)